# Contea di Jiuzhaigou
La contea di Jiuzhaigou (九寨沟县S, Jiǔzhàigōu XiànP) è una contea della Cina, situata nella provincia di Sichuan e amministrata dalla prefettura autonoma tibetana e Qiang di Aba.